# Drepananthus cauliflorus
Drepananthus cauliflorus är en kirimojaväxtart som först beskrevs av Carl Karl Adolf Georg Lauterbach och Karl Moritz Schumann och som fick sitt nu gällande namn av Siddharthan Surveswaran och Richard M.K. Saunders.
Drepananthus cauliflorus ingår i släktet Drepananthus och familjen kirimojaväxter. Inga underarter finns listade i Catalogue of Life.